# 奧林傑 (密蘇里州)
奧林傑（英語：Olinger）是位於美國密蘇里州勞倫斯縣的非建制地區。

## 歷史
奧林傑的郵局於1902年設立，其後於1917年停運。

## 地理
奧林傑所處的海拔為高於海平面372米（即1220英呎），而該地所採用的時區為UTC-6，即北美中部時區（CST）。同時該地設有夏令時間，為UTC-6調快一小時，即UTC-5（CDT）。